# Classe Fargo
La classe Fargo fu una classe di incrociatori leggeri della United States Navy composta da due unità entrate in servizio tra il 1945 e il 1946; introducevano dei miglioramenti rispetto ai precedenti incrociatori classe Cleveland, essenzialmente un unico fumaiolo e una sovrastruttura ridisegnata in modo da permettere alla batteria antiaerea di avere migliori campi di tiro.